# Vlad Munteanu
Vlad Munteanu (Bákó, 1981. január 16. –) román labdarúgó-középpályás.